# Estados Unidos nos Jogos Olímpicos de Inverno da Juventude de 2012
Os Estados Unidos participaram dos Jogos Olímpicos de Inverno da Juventude de 2012, realizados em Innsbruck, na Áustria. A delegação nacional contou com um total de cinquenta e sete atletas, que disputaram quinze modalidades diferentes.
Os atletas estadunidenses conquistaram um total de 8 medalhas, sendo 2 de ouro, 3 de prata e 3 de bronze, ficando assim com a décima colocação no quadro geral de medalhas dos jogos.

## Medalhistas
| Medalha           | Nome                                                    | Esporte                    | Evento                           | Data   |
| ----------------- | ------------------------------------------------------- | -------------------------- | -------------------------------- | ------ |
| Medalha de ouro   | Ben Ferguson                                            | Snowboard                  | Halfpipe masculino               | 15 Jan |
| Medalha de ouro   | Summer Britcher Tucker West Ty Andersen Pat Edmunds     | Luge                       | Revezamento time misto           | 17 Jan |
| Medalha de prata  | Arielle Gold                                            | Snowboard                  | Halfpipe feminino                | 15 Jan |
| Medalha de prata  | Ben Ferguson                                            | Snowboard                  | Slopestilo masculino             | 19 Jan |
| Medalha de prata  | Arielle Gold                                            | Snowboard                  | Slopestilo feminino              | 19 Jan |
| Medalha de bronze | Aaron Blunck                                            | Esqui estilo livre         | Halfpipe masculino               | 15 Jan |
| Medalha de bronze | Ty Andersen Pat Edmunds                                 | Luge                       | Duplas masculinas                | 16 Jan |
| Medalha de bronze | Anna Kubek Heather Mooney Sean Doherty Patrick Caldwell | Esqui cross-country Biatlo | Cross-country/biatlo prova mista | 21 Jan |